# Формика (Модена)
Формика (итал. Formica) је насеље у Италији у округу Модена, региону Емилија-Ромања.
Према процени из 2011. у насељу је живело 2209 становника. Насеље се налази на надморској висини од 111 м.